# Салтиков Віктор Володимирович
Віктор Володимирович Салтиков (нар.. 22 листопада 1957, Ленінград) — радянський і російський співак. Відомий як сольний виконавець і як учасник (соліст) груп «Мануфактура», «Форум» та «Електроклуб».

## Біографія

### Дитинство і юність
Народився 22 листопада 1957 року в Ленінграді (нині — Санкт-Петербург).
Батько — Володимир Іванович Салтиков (1926—1970) працював на заводі, мати — Зінаїда Іванівна Горохова (1922—1996) працювала інженером — технологом.
У 1965 році пішов до першого класу. Грав у дворі у футбол і хокей, захоплювався великим тенісом, 10 років тренувався під керівництвом Тетяни Налимової, заслуженого тренера СРСР, отримав юнацький розряд.
Коли було 12 років, загинув його батько. Тому його виховували мама і тітка Марія Іванівна Горохова (1913—1985). Вони жили разом, тому тітка була для нього другою мамою.
У 14 років подарували гітару, і він займався з нею по самовчителю, а потім пішов до музичного гуртка.
Після восьмого класу він вступив до технікуму, закінчив його за спеціальністю техніка-технолога медичного устаткування.
У 1977—1979 роках служив у Радянській Армії, проходив службу в НДР (Група радянських військ у Німеччині), був радистом. Під час служби грав і співав у армійському ансамблі.
Після армії вступив до Ленінградського інституту інженерів залізничного транспорту, який закінчив у 1985 році за спеціальністю інженера-електрика. Там же він познайомився з майбутнім учасником «Аліси» Андрієм Шаталіним і став учасником його групи «Демокритов колодязь».

### Творчість
У 1983 році виступив у складі рок-групи «Мануфактура» на першому Ленінградському рок-фестивалі і отримав Гран-прі фестивалю як кращий вокаліст.
На другому фестивалі ЛРК його помітив Олександр Назаров і запросив виступати в групі «Форум». Саме з «Форумом» Віктор виконав свої найвідоміші пісні («Біла ніч», «Давайте подзвонимо», «Острівець», «Відлетіли листя»).У 1987 році на грамплатівці «Біла ніч» групи «Форум» фірмою «Мелодія» вперше була випущена пісня «Відлетіли листя», написана за однойменним віршем Миколи Рубцова. Музику до пісні написав Олександр Морозов, але, як з'ясувалося, програш практично без змін був запозичений з пісні «everybody's Got to Learn Sometime» групи «The Korgis». У 1986 році Віктор Салтиков з групою виконали пісню на фестивалі «Пісня року». Незважаючи та те, що він пішов з групи «Форум», пісня «Відлетіли листя» більше 30 лет регулярно виконується Віктором Салтиковим на його концертах і входить до складу офіційно виданих збірок його кращих пісень. У 2012 році пісня увійшла до саундтреку до телесеріалу «Вісімдесяті».
У 1987 році Віктор Салтиков перейшов працювати до групи «Електроклуб».
З 1990 року Салтиков займається сольною кар'єрою. За час сольної кар'єри випустив чотири альбоми (не рахуючи перевидань старих пісень у різних збірниках «Кращі пісні», «Star Hit», «Вечірня», «Star Collection» та ін).
Двічі брав участь у передачі «Музичний ринг»: у 1986 році з групою «Форум» і в 1999 році проти своєї колишньої дружини Ірини Салтикової.
У 2004 році Віктор Салтиков з Тетяною Овсієнко записали пісню «Берега любові» і виконали її на фестивалі «Пісня року».
Віктор Салтиков грає у складі футбольної команди «Артист», капітаном якої є Микола Трубач. Захоплюється великим тенісом, лижами і ковзанами.
Віктор Салтиков бере участь в різних телепередачах, концертних програмах, їздить з гастролями по країні.

## Участь у фестивалях

### «Пісня року»
- 1986 — з групою «Форум» —  Улетели листя
- 1988 — з групою «Електроклуб» — Ти заміж за нього не виходь
- 1989 — з групою «Електроклуб» —  Я тебе не прощу
- 1990 — з групою «Електроклуб» — Мамина донька
- 1993 —  Василиса
- 2004 — c Тетяною Овсієнко —  Берега любові

### «Легенди Ретро FM»
- 2005 —  Коні в яблуках ,  Схожу с ума ,  Ти заміж за нього не виходь
- 2007 —  Острівець
- 2009 —  Ти заміж за нього не виходь ,  Коні в яблуках
- 2014 —  Біла ніч ,  Улетели листя ,  Коні в яблуках
- 2015 —  Коні в яблуках ,  Улетели листя
- 2016 —  Коні в яблуках ,  Біла ніч ,  Острівець ,  Берега любові  (з Тетяною Овсієнко)

### «Дискотека 80-х»
2003 —  Острівець 
- 2004 —  Острівець
- 2006 —  Коні в яблуках
- 2007 —  Біла ніч
- 2014 —  Біла ніч

## Родина
- Перша дружина — співачка Ірина Салтикова (до шлюбу Сапронова) (нар. 1966).
  - донька Аліса (нар. 1987).
- Друга дружина — Ірина Метліна.
  - донька Ганна Салтикова (нар. 1995), учасниця десятого сезону проекту «Фабрика зірок» (під псевдонімом Аня Мун).
  - син Святослав Салтиков (нар. 2008)[9][10].

## Дискографія

### У складі групи «Мануфактура»

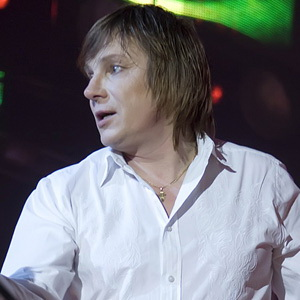
Віктор Салтиков на фестиваль «Легенди Ретро FM 2009»

- 1983 — Зал очікування (магнітоальбом, перевиданий на CD у 2010 році)
- 1984 — Дорога (магнітоальбом, запис програми II фестивалю Ленінградського рок-клубу)

### У складі групи «Форум»
- 1987 — Біла ніч (LP, запис 1985 року)
- 1987 — Далекі далі (магнітоальбом)
- 1987 — За тиждень до весілля (магнітоальбом)
- 1987 — Материнська тривога (концертний магнітоальбом)

### У складі групи «Електроклуб»
- 1987 — Фото на пам'ять (магнітоальбом)
- 1989 — Електроклуб-2 (LP, запис 1988 року)
- 1990 — Іграшка (магнітоальбом)

### Сольна кар'єра
- 1991 — Армія любові (LP, запис 1990—1991 років) (RiTones)
- 1993 — Срібний вітер (LP, записи 1992—1993 років) (SNC Records)
- 1999 — Крок за кроком (CD Студія СОЮЗ) (записи 1994—1998 років)
- 2014 — Невагомість (United Music Group)
- 2015 — Ностальгія по справжньому
- 2016 — Ностальгія по справжньому/нове і краще

## Поточний концертний склад
- Виктор Салтыков — вокал, гитара.
- Fernando Sanchez Abad — клавиши.
- Юсниэль — гитара.
- Оксана Романова — директор.[джерело?]

## Фільмографія
- 2002 — «Сестра 3» (пародія на фільм «Брат 2», знята учасниками телепередачі «О. С. П.-студія») — камео (пародіювався епізод за участю Ірини Салтикової в оригінальному фільмі)[11].
- 2012—2016 — «Вісімдесяті» — саундтрек: «Біла ніч» (серії 1, 6, 7, 16, 20, 31), «Відлетіли листя» (серії 2, 12, 13, 21, 30), «Острівець» (серії 13, 14, 18), «Яка безглуздість» (серії 14, 25, 30, 31), «Ти заміж за нього не виходь» (серія 88).